# 北河增二
雙子座ο，又名BD+34 1649，HD 61110、SAO 60247、HR 2930，是雙子座的一颗恒星，视星等为4.9，位于銀經184.97，銀緯24.23，其B1900.0坐标为赤經7h 32m 38.3s，赤緯+34° 24.23′ 50″。